# Пауль-Альберт Кауш
Пауль-Альберт «Петер» Кауш (нім. Paul-Albert „Peter“ Kausch; 3 березня 1911, Ядерсдорф — 27 жовтня 2001, Інгельгайм) — німецький офіцер, оберштурмбаннфюрер СС (21 січня 1944). Кавалер Лицарського хреста Залізного хреста з дубовим листям.

## Біографія
В 1933 році вступив у лейбштандарт. В 1936 році перейшов у частини посилення СС, з листопада 1939 року — командир 5-ї роти артилерійського полку СС. Учасник Французької кампанії. З листопада 1940 року — ад'ютант штабу дивізії СС «Вікінг». Учасник Німецько-радянської війни. Відзначився у боях на Кавказі. З 1 травня 1943 року —  командир 11-го танкового батальйону СС «Герман фон Зальца» 11-ї моторизованої дивізії СС «Нордланд». Потім очолив зведений 11-й танковий полк СС (11-й танковий батальйон СС і 503-й важкий танковий батальйон СС). Учасник битви за Берлін. 25 квітня 1945 року важко поранений і 2 травня взятий в полон радянськими військами. 16 січня 1945 року переданий владі ФРН і звільнений.

## Нагороди
- Медаль «У пам'ять 13 березня 1938 року»
- Медаль «У пам'ять 1 жовтня 1938»
- Залізний хрест
  - 2-го класу (4 серпня 1940)
  - 1-го класу (1 жовтня 1940)
- Нагрудний знак «За участь у загальних штурмових атаках»
- Медаль «За зимову кампанію на Сході 1941/42» (15 вересня 1942)
- Орден Хреста Свободи 3-го класу з мечами (Фінляндія; 22 жовтня 1942)
- Медаль «За вислугу років у СС» 4-го і 3-го ступеня (8 років)
- Медаль «За вислугу років у НСДАП» в бронзі (10 років)
- Нагрудний знак «За поранення» в чорному (липень 1944) — за поранення, отримане 29 липня 1944 року.
- Лицарський хрест Залізного хреста з дубовим листям
  - лицарський хрест (23 серпня 1944)
  - дубове листя (№845; 23 квітня 1945)